# Nogo River
Nogo River är ett vattendrag i Australien. Det ligger i delstaten Queensland, omkring 310 kilometer nordväst om delstatshuvudstaden Brisbane.
I omgivningarna runt Nogo River växer huvudsakligen savannskog. Trakten runt Nogo River är nära nog obefolkad, med mindre än två invånare per kvadratkilometer. Genomsnittlig årsnederbörd är 839 millimeter. Den regnigaste månaden är mars, med i genomsnitt 158 mm nederbörd, och den torraste är augusti, med 22 mm nederbörd.